# Metleucauge davidi
Metleucauge davidi là một loài nhện trong họ Tetragnathidae.
Loài này thuộc chi Metleucauge. Metleucauge davidi được miêu tả năm 1963 bởi Schenkel.